# Segretario generale del Consiglio dell'Unione europea
Il Segretario Generale del Consiglio dell'Unione europea è il funzionario dell'Unione europea a capo del Segretariato generale del Consiglio medesimo. Attualmente l'incarico è affidato alla francese Thérèse Blanchet, nominata dal Consiglio il 13 ottobre 2022 e in carica per un quinquennio a partire dal 1º novembre 2022.

## Storia
La creazione di un segretariato permanente del Consiglio venne decisa il 9 settembre 1952 al primo incontro del Consiglio speciale dei ministri della Comunità europea del carbone e dell'acciaio. Nel 1958 il segretario del Consiglio della CECA venne posto a capo del nuovo segretariato generale dei Consigli delle Comunità europee. Con l'entrata in vigore del Trattato di fusione nel 1967 il segretario generale dei Consigli venne rinominato "segretario generale del Consiglio delle Comunità europee".
Nel primo periodo della sua attività il segretariato del Consiglio mantenne funzioni prevalentemente amministrative e logistiche. Progressivamente aumentò però anche il proprio ruolo di consulenza ed assistenza della presidenza di turno del Consiglio e la sua funzione di assicurare coordinamento e continuità ai lavori del Consiglio. Il vertice del Consiglio delle Comunità europee del 26 settembre 1980 riconobbe il rafforzamento del ruolo del segretariato e nominò segretario generale Niels Ersbøll, che negli anni seguenti aumentò ulteriormente l'influenza del segretariato.
ll Trattato di Maastricht del 1992 ha dato pieno riconoscimento giuridico al ruolo del segretariato, che da allora è previsto esplicitamente dal Trattato sull'Unione europea. Il segretario venne rinominato "segretario generale del Consiglio dell'Unione europea". Gli vennero assegnate nuove funzioni, soprattutto nel campo della politica estera e di sicurezza comune e della cooperazione in materia di giustizia e affari interni, che erano domini sottratti al controllo della Commissione e del Parlamento. Con il Trattato di Maastricht il segretario del Consiglio incorporò anche le funzioni del segretario della Cooperazione politica europea, istituito dall'Atto unico europeo e formatosi del 1987.
Il Trattato di Amsterdam incorporò la figura del segretario degli Accordi di Schengen in quella del segretario del Consiglio. Il segretario generale del Consiglio venne inoltre nominato Alto rappresentante per la politica estera e di sicurezza comune dell'Unione europea e venne affiancato da un vice segretario generale.
Il Consiglio europeo di Helsinki del dicembre 1999 decise di rafforzare ulteriormente il segretariato generale, associandolo in maniera stretta e continua ai lavori di programmazione e coordinamento dell'attività del Consiglio e all'assicurazione della coerenza dei lavori del Consiglio. Il segretariato venne incoraggiato a svolgere un ruolo più attivo di assistenza alla presidenza di turno e nei negoziati.
Con l'entrata in vigore del Trattato di Lisbona, gli incarichi di Alto rappresentante per gli affari esteri e la politica di sicurezza e di segretario generale del Consiglio sono stati separati ed assegnati a due persone diverse e i servizi diplomatici del segretariato generale del Consiglio sono stati assorbiti dal Servizio europeo per l'azione esterna.

## Nomina
Fino al Trattato di Nizza del 2001 il segretario generale del Consiglio veniva nominato dal Consiglio dell'Unione europea all'unanimità. Dal 2001, per la nomina è sufficiente la maggioranza qualificata.

## Poteri e funzioni
Il segretario generale si occupa di organizzare e coordinare i lavori del Consiglio dell'Unione europea, assicurandone la coerenza e curando la realizzazione del suo programma. A causa del sistema di rotazione della presidenza del Consiglio dell'Unione europea, il segretariato generale costituisce un importante elemento di stabilità e di coerenza.
Il segretario generale è responsabile degli aspetti pratici dell'organizzazione delle riunioni del Consiglio (collocazione, redazione dei verbali, archiviazione, traduzione ed interpretariato...), ma ha anche un ruolo importante come consulente e consigliere della presidenza del Consiglio.
Il segretario generale è il punto di riferimento delle otto Direzioni generali del segretariato e dei suoi servizi comuni. Prima della creazione del Servizio europeo per l'azione esterna il segretario del Consiglio era anche responsabile dei servizi diplomatici del segretariato.
Il segretario assiste inoltre le conferenze intergovernative dell'Unione europea, fornendo consulenza giuridica e facilitando lo svolgimento dei negoziati.

## Lista dei segretari generali
| Nome                     | Stato membro | Inizio mandato    | Fine mandato     |
| ------------------------ | ------------ | ----------------- | ---------------- |
| Christian Calmes         | Lussemburgo  | 9 settembre 1952  | 14 giugno 1973   |
| Nicolas Hommel           | Lussemburgo  | 1º luglio 1973    | 7 ottobre 1980   |
| Niels Ersbøll            | Danimarca    | 8 ottobre 1980    | 31 agosto 1994   |
| Jürgen Trumpf            | Germania     | 1º settembre 1994 | 17 ottobre 1999  |
| Javier Solana            | Spagna       | 18 ottobre 1999   | 30 novembre 2009 |
| Pierre de Boissieu       | Francia      | 1º dicembre 2009  | 26 giugno 2011   |
| Uwe Corsepius            | Germania     | 26 giugno 2011    | 30 giugno 2015   |
| Jeppe Tranholm-Mikkelsen | Danimarca    | 1º luglio 2015    | 30 marzo 2022    |
| Thérèse Blanchet         | Francia      | 1º novembre 2022  |                  |